# Juegos Europeos de 2023

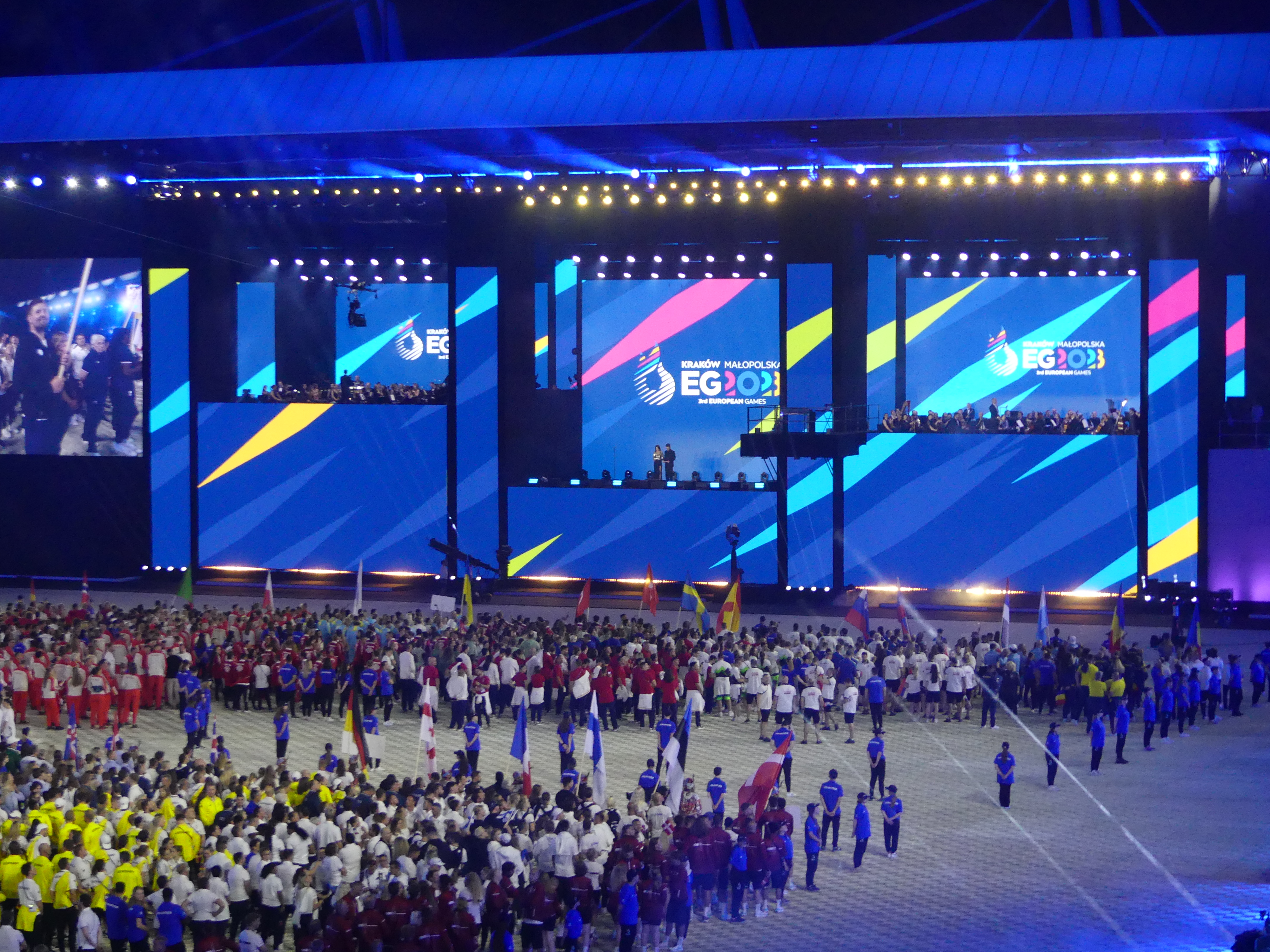
Ceremonia de apertura de los Juegos Europeos en Cracovia

Los Juegos Europeos de 2023 (III Igrzyska Europejskie, Igrzyska Europejskie 2023) es la tercera edición de los Juegos Europeos que se llevan a cabo en Cracovia (Polonia) del 21 de junio al 2 de julio de 2023. Estos juegos abarcan 29 disciplinas de 26 deportes, y participan unos 7000 atletas de 48 países.

## Elección de la sede
La elección oficial del anfitrión de los Juegos Europeos 2023 tuvo lugar en una Asamblea General del EOC en Minsk el 22 de junio de 2019, donde se decidió, por unanimidad, que Cracovia y la región circundante de la Pequeña Polonia celebrarían los Juegos. La votación fue a mano alzada.

## Organización
El 28 de junio de 2019, seis días después de que Cracovia recibiera los Juegos, los COE confirmó que había firmado una carta de intención con la Unión Europea de Gimnasia para incluir la gimnasia en los próximos Juegos. En julio de 2019, Hasan Arat, vicepresidente del Comité Olímpico Turco, fue nombrado presidente de la Comisión de Coordinación de los COE para los Juegos de 2023. Dijo que estaba "honrado y honrado por la decisión".
En octubre del mismo año, tanto la ciudad de Cracovia como la Pequeña Polonia firmaron una carta de intención en la que confirmaban su compromiso conjunto con la organización de los Juegos. En marzo de 2020, el alcalde de Cracovia, Jacek Majchrowski, advirtió sobre los recortes en el presupuesto de la ciudad y los impactos en la industria del turismo debido a la pandemia de coronavirus, lo que podría afectar el éxito de los Juegos.

## Preparación

### Mascotas
Las mascotas de los Juegos Europeos de 2023 son el dragón Krakusek y la salamandra Sandra, diseñadas por las jóvenes Katarzyna Biśta y Gloria Goryl, luego de un concurso con más de 2400 inscripciones.

### Sedes
La ciudad de Cracovia contará con 12 recintos deportivos. En particular, el Estadio Henryk Reyman se utilizará para las ceremonias de aprtura y clausura, además de los torneos de rugby. En la Plaza del Mercado de Cracovia se realizarán los torneos de pádel y teqball.
Otros 12 recintos se reparten en 12 poblados del Voivodato de Pequeña Polonia. Por último, las pruebas de atletismo se realizarán en el Estadio de Silesia, cerca de la ciudad de Katowice.

## Deportes
En los Juegos Europeos habrá 29 disciplinas oficiales en 26 deportes:
- Atletismo
- Bádminton[2]
- Baloncesto 3x3[3]
- Balonmano playa[4]
- Boxeo[5]
- Break dance
- Ciclismo[6]
  -  Ciclismo BMX estilo libre
  -  Ciclismo de montaña
- Escalada[7]
- Esgrima
- Fútbol playa
- Judo
- Karate[4]
- Kickboxing
- Muay thai[8]
- Natación
  -  Natación artística
  -  Saltos
- Pádel[9]
- Pentatlón moderno[10]
- Piragüismo[10]
  -  Piragüismo en aguas tranquilas
  -  Piragüismo en eslalon
- Rugby 7
- Salto de esquí[11]
- Taekwondo[10][12]
- Tenis de mesa
- Teqball[13]
- Tiro con arco
- Tiro
- Triatlón

También habrá cinco deportes de exhibición: ajedrez, automovilismo, carrera de senderos, fútbol para amputados y sumo. Por último, habrá competiciones de dos videojuegos: eFootball y Rocket League.
En la lista preliminar hubo varias disciplinas que finalmente se eliminaron: ciclismo de ruta, gimnasia, levantamiento de pesas, lucha olímpica, voleibol y voleibol playa.

## Participantes
Como resultado de la invasión rusa en Ucrania, los organizadores decidieron no invitar atletas de Rusia y Bielorrusia, por lo que participarán 48 países.

#### Atletas refugiados
Por primera vez, llegó a los juegos el equipo de deportistas refugiados

#### Países participantes
- Albania (ALB)
- Alemania (GER)
- Andorra (AND)
- Armenia (ARM)
- Austria (AUT)
- Azerbaiyán (AZE)
- Bélgica (BEL)
- Bosnia y Herzegovina (BIH)
- Bulgaria (BUL)
- Croacia (CRO)
- Chipre (CYP)
- Dinamarca (DEN)
- Equipo de Atletas Refugiados
- España (ESP)
- Eslovaquia (SVK)
- Eslovenia (SLO)
- Estonia (EST)
- Finlandia (FIN)
- Francia (FRA)
- Georgia (GEO)
- Grecia (GRE)
- Hungría (HUN)
- Irlanda (IRL)
- Islandia (ISL)
- Israel (ISR)
- Italia (ITA)
- Kosovo (KOS)
- Letonia (LAT)
- Liechtenstein (LIE)
- Lituania (LTU)
- Luxemburgo (LUX)
- Macedonia del Norte (MKD)
- Malta (MLT)
- Moldavia (MDA)
- Mónaco (MON)
- Montenegro (MNE)
- Noruega (NOR)
- Países Bajos (NED)
- Polonia (POL)
- Portugal (POR)
- Reino Unido (GBR)
- República Checa (CZE)
- Rumania (ROU)
- San Marino (SMR)
- Serbia (SRB)
- Suecia (SWE)
- Suiza (SUI)
- Turquía (TUR)
- Ucrania (UKR)

## Calendario
| AP | Apertura | ● | Competiciones | 1 | Eventos finales | CL | Clausura |

| Eventos            | Eventos            | 20 Mar | 21 Mie | 22 Jue | 23 Vie | 24 Sab | 25 Dom | 26 Lun | 27 Mar | 28 Mie | 29 Jue | 30 Vie | 1 Sab | 2 Dom | Medallas |
| ------------------ | ------------------ | ------ | ------ | ------ | ------ | ------ | ------ | ------ | ------ | ------ | ------ | ------ | ----- | ----- | -------- |
| Ceremonias         | Ceremonias         |        | AP     |        |        |        |        |        |        |        |        |        |       | CL    |          |
| Atletismo          | Atletismo          | ●      | ●      | ●      | 12     | 13     | 12     |        |        |        |        |        |       |       | 35       |
| Bádminton          | Bádminton          |        |        |        |        |        |        | ●      | ●      | ●      | ●      | ●      | 2     | 3     | 5        |
| Baloncesto 3x3     | Baloncesto 3x3     |        | ●      | ●      | ●      | 2      |        |        |        |        |        |        |       |       | 2        |
| Balonmano playa    | Balonmano playa    | ●      | ●      | 2      |        |        |        |        |        |        |        |        |       |       | 2        |
| Boxeo              | Boxeo              |        |        |        | ●      | ●      | ●      | ●      | ●      | ●      |        | ●      | 7     | 6     | 13       |
| Break dance        | Break dance        |        |        |        |        |        |        | ●      | 2      |        |        |        |       |       | 2        |
| Ciclismo           | Montaña            |        |        |        |        |        | 2      |        |        |        |        |        |       |       | 2        |
| Ciclismo           | BMX Freestyle      |        | ●      | 2      |        |        |        |        |        |        |        |        |       |       | 2        |
| Escalada           | Escalada           |        |        | 1      | 1      | 2      | 2      |        |        |        |        |        |       |       | 6        |
| Esgrima            | Esgrima            |        |        |        |        |        | 2      | 2      | 2      | 2      | 2      | 2      |       |       | 12       |
| Fútbol playa       | Fútbol playa       |        |        |        |        |        |        |        | ●      | ●      | ●      | ●      | 2     |       | 2        |
| Judo               | Judo               |        |        |        |        |        |        |        |        |        |        |        | 1     |       | 1        |
| Karate             | Karate             |        |        | 6      | 6      |        |        |        |        |        |        |        |       |       | 12       |
| Kickboxing         | Kickboxing         |        |        |        |        |        |        |        |        |        |        | ●      | ●     | 16    | 16       |
| Muay thai          | Muay thai          |        |        |        |        |        | ●      | ●      | 10     |        |        |        |       |       | 10       |
| Natación artística | Natación artística |        | ●      | 2      | 2      | 2      | 2      |        |        |        |        |        |       |       | 8        |
| Pádel              | Pádel              |        | ●      | ●      | ●      | ●      | 2      |        |        |        |        |        |       |       | 2        |
| Pentatlón moderno  | Pentatlón moderno  |        |        |        |        |        | ●      | ●      | ●      | ●      | 1      |        | 4     |       | 5        |
| Piragüismo         | Aguas tranquilas   |        | ●      | 4      | 6      | 6      |        |        |        |        |        |        |       |       | 16       |
| Piragüismo         | Slalom             |        |        |        |        |        |        |        |        |        | 2      | 2      | 2     | 4     | 10       |
| Rugby 7            | Rugby 7            |        |        |        |        |        | ●      | ●      | 2      |        |        |        |       |       | 2        |
| Saltos             | Saltos             |        |        | 1      | 2      | 2      | 2      | 2      | 2      | 2      |        |        |       |       | 13       |
| Salto de esquí     | Salto de esquí     |        |        |        |        |        |        |        | 1      | 1      | 1      | 1      | 1     |       | 5        |
| Taekwondo          | Taekwondo          |        |        |        | 4      | 4      | 4      | 4      |        |        |        |        |       |       | 16       |
| Tenis de mesa      | Tenis de mesa      |        |        |        | ●      | ●      | ●      | 1      | 2      | ●      | ●      | ●      | 2     |       | 5        |
| Teqball            | Teqball            |        |        |        |        |        |        |        |        | 1      | 1      | 1      | 2     |       | 5        |
| Tiro               | Tiro               |        |        | 3      | 3      | 4      | 3      | 3      | 3      | 2      | 2      | 3      | 2     | 2     | 30       |
| Tiro con arco      | Tiro con arco      |        |        |        | ●      | 2      | 2      | ●      | ●      | 2      | 2      |        |       |       | 8        |
| Triatlón           | Triatlón           |        |        |        |        |        |        |        | 1      | 1      |        |        | 1     |       | 3        |

## Medallero
País organizador
| Núm.                                                                             | País                       | Oro | Plata | Bronce | Total |
| -------------------------------------------------------------------------------- | -------------------------- | --- | ----- | ------ | ----- |
| 1                                                                                | Italia (ITA)               | 35  | 26    | 39     | 100   |
| 2                                                                                | España (ESP)               | 21  | 17    | 19     | 57    |
| 3                                                                                | Ucrania (UKR)              | 21  | 12    | 8      | 41    |
| 4                                                                                | Alemania (GER)             | 20  | 16    | 27     | 63    |
| 5                                                                                | Francia (FRA)              | 17  | 19    | 26     | 62    |
| 6                                                                                | Polonia (POL)              | 13  | 19    | 18     | 50    |
| 7                                                                                | Reino Unido (GBR)          | 12  | 10    | 27     | 49    |
| 8                                                                                | Hungría (HUN)              | 10  | 10    | 18     | 38    |
| 9                                                                                | Turquía (TUR)              | 9   | 9     | 20     | 38    |
| 10                                                                               | Países Bajos (NED)         | 8   | 6     | 5      | 19    |
| 11                                                                               | República Checa (CZE)      | 7   | 10    | 11     | 28    |
| 12                                                                               | Austria (AUT)              | 7   | 6     | 6      | 19    |
| 13                                                                               | Suiza (SUI)                | 7   | 5     | 12     | 24    |
| 14                                                                               | Dinamarca (DEN)            | 7   | 5     | 5      | 17    |
| 15                                                                               | Rumania (ROU)              | 6   | 6     | 5      | 17    |
| 16                                                                               | Noruega (NOR)              | 6   | 4     | 5      | 15    |
| 17                                                                               | Croacia (CRO)              | 5   | 4     | 4      | 13    |
| 18                                                                               | Irlanda (IRL)              | 4   | 4     | 5      | 13    |
| 19                                                                               | Georgia (GEO)              | 4   | 2     | 3      | 9     |
| 20                                                                               | Eslovenia (SLO)            | 3   | 8     | 2      | 13    |
| 21                                                                               | Portugal (POR)             | 3   | 7     | 6      | 16    |
| 22                                                                               | Serbia (SRB)               | 3   | 6     | 7      | 16    |
| 23                                                                               | Bulgaria (BUL)             | 3   | 4     | 5      | 12    |
| 24                                                                               | Azerbaiyán (AZE)           | 3   | 2     | 6      | 11    |
| 25                                                                               | Letonia (LAT)              | 3   | 2     | 2      | 7     |
| 26                                                                               | Suecia (SWE)               | 2   | 7     | 5      | 14    |
| 27                                                                               | Grecia (GRE)               | 2   | 5     | 10     | 17    |
| 28                                                                               | Bélgica (BEL)              | 2   | 5     | 6      | 13    |
| 29                                                                               | Lituania (LTU)             | 2   | 2     | 4      | 8     |
| 30                                                                               | Finlandia (FIN)            | 2   | 1     | 5      | 8     |
| 31                                                                               | Estonia (EST)              | 2   | 1     | 0      | 3     |
| 32                                                                               | Albania (ALB)              | 2   | 0     | 0      | 2     |
| 33                                                                               | Eslovaquia (SVK)           | 1   | 4     | 3      | 8     |
| 34                                                                               | Israel (ISR)               | 1   | 1     | 3      | 5     |
| 35                                                                               | Moldavia (MDA)             | 1   | 0     | 1      | 2     |
| 36                                                                               | Chipre (CYP)               | 0   | 3     | 2      | 5     |
| 37                                                                               | Armenia (ARM)              | 0   | 1     | 2      | 3     |
| 38                                                                               | Luxemburgo (LUX)           | 0   | 1     | 1      | 2     |
| 39                                                                               | Bosnia y Herzegovina (BIH) | 0   | 1     | 0      | 1     |
| 39                                                                               | Macedonia del Norte (MKD)  | 0   | 1     | 0      | 1     |
| 39                                                                               | Mónaco (MON)               | 0   | 1     | 0      | 1     |
| Fuente: Juegos Europeos de 2023 - Cracovia - Medallero; actualización automática |                            |     |       |        |       |